# 1862년 민병대법
1862년 민병대법(영어: Militia Act of 1862, 12 Stat. 597, 1862년 7월 17일 제정)은 남북 전쟁 중 제37대 미국 의회의 법률로, 주가 자원병으로 할당량을 채울 수 없을 때 주 내에서 민병대 징집을 승인했다. 이 법은 또한 처음으로 아프리카계 미국인들이 군인 및 전쟁 노동자로 민병대에서 복무할 수 있도록 허용했다. 이전에는 1792년 민병대법 이래 백인 남성 시민들만이 민병대에 참여할 수 있었다.
이 법은 논란의 여지가 있었다. 이 법은 흑인 신병들이 군인이 되거나 육체노동자가 될 수 있다고 규정했기 때문에 많은 노예 폐지론자들에게 평등을 향한 첫걸음으로 칭송받았다. 그러나 이 법은 급여 및 기타 분야에서 차별을 두었다. 대부분의 흑인 군인들은 한 달에 10달러를 받도록 되어 있었고, 의류비로 3달러가 공제되어 백인 군인들이 받던 13달러의 거의 절반에 불과했다. 그러나 역사학자 에릭 포너에 따르면, 급여 차이는 법안이 흑인들을 주로 백인들을 전투에 투입시키기 위한 군사 노동자로 상정했기 때문에 발생했다. 많은 연대는 평등한 급여를 위해 싸웠고, 일부는 1864년 6월 15일까지 아무런 돈도 받지 않으려 했으며, 이때 의회는 민병대법의 해당 부분을 삭제하고 모든 흑인 군인에게 평등한 급여를 지급했다.
이 법에 의해 설치된 주 정부 관리 시스템은 실제로는 실패했고 1863년에 의회는 최초의 진정한 국가 징집법인 징집법을 통과시켰다. 1863년 법은 20세에서 45세 사이의 모든 남성 시민과 시민권을 신청한 이민자들의 등록을 요구하며 그들을 징집 대상으로 만들었다.

## 배경
1862년 여름까지 남북 전쟁에서 아프리카계 미국인의 참여는 전국적인 논쟁의 중심에 있었다. 미국 전쟁부는 전쟁 시작 이래 흑인 군인 자원병을 받아들이기를 거부했지만, 연방 의원들은 그들의 지지를 얻는 것의 이점을 고려하기 시작했다. 전국적인 우유부단함에도 불구하고, 의회는 아프리카계 사람들이 노동자 및 군인으로 남북 전쟁에 참여할지 여부를 결정할 궁극적인 권한을 가졌다.
제37차 의회는 흑인 자원병의 등록에도, 그들의 지속적인 봉쇄에도 크게 기울지 않았다. 흑인들을 노동자로 사용하는 아이디어는 의회에서 일반적으로 받아들여졌지만, 흑인 군인의 고용은 그렇지 않았다. 따라서 흑인 전투원의 의회 지지자들은 전쟁의 가장 중요한 발전 중 하나를 제안하고 있었다.
군 장교들 사이에서 인종 차별과 강한 반대를 관찰하면서, 의회는 흑인 참여가 전쟁을 연장시킬 뿐이라고 두려워하기 시작했다. 그러나 이와는 대조적으로, 흑인 참여를 지지하는 사람들의 압도적인 주장은 피부색에 관계없이 더 많은 군인들의 기여가 당시 포토맥 군에 매우 유리하다는 것이었다. 흑인 군인의 사용을 전쟁의 필요성으로 정당화하며, 1862년에 발효된 민병대법은 흑인 군인의 합법성을 확립했다. 그러나 신병들의 급여는 간과되었고 월 7달러로 책정되었으며, 이는 백인 군인들이 받던 것의 거의 절반이었다.
의회는 군대에 흑인 병사를 모집하기 위한 전쟁의 필요성으로 1862년 민병대법을 제정했고, 이와 함께 흑인 전투원에게 불평등한 급여를 강제했다.

### 선례와 헌법적 권한
미국 헌법에 따라 의회가 민병대의 구성을 결정할 권한을 가지고 있다는 것은 널리 받아들여졌다. 헌법 제1조 제8절은 의회에 "군대를 모집하고 지원할" 권한과 "민병대를 조직, 무장 및 훈련시키고, 그들이 합중국의 복무에 고용될 수 있는 부분에 대해 규정할" 권한을 부여했다.
그러나 버지니아주의 존 S. 칼라일 상원 의원을 포함한 일부 정치인들은 이 법에 반대하며 다음과 같이 주장했다. "나는 미합중국 의회가 이 연방 내 주의 민병대를 누가 구성할지 결정할 권한이 없다고 생각한다." 반면에 버몬트주의 공화당 하원 의원 제이콥 콜라머는 의원들에게 1792년에 의회가 "민병대를 조직하기 위한 법을 통과시켰고, 이를 백인으로 제한했다"고 상기시켰다. 이 법안은 1792년 민병대법이라 불렸으며, 아프리카계 사람들에게 병역을 개방하려면 새로운 민병대법으로 무효화되어야 했다.
게다가 의회는 남부연합 노예들을 전쟁 노력에 몰수하기로 결정할 수 있었다. 1862년 11월에 전쟁부 법률고문으로 임명된 변호사 윌리엄 와이팅은 그의 상세한 조사 《미국 헌법 하의 전쟁 권한》에서 "의회는 노예들을 대상으로 군 복무에 참여하도록 요구함으로써 노예 제도에 간섭할 수 있다"고 확인했다. 와이팅은 노예 제도가 남부연합이 "연방에 대한 전쟁"을 수행하고 "반란군 주인이 소유한 3백만 명의 충성스러운 국민들이 반역자처럼 행동하도록" 강요했기 때문에 군사적 목표라고 주장했다. 링컨 연구 분야의 선도적인 교수인 앨런 겔조 교수는 그의 연구 전반에 걸쳐 링컨과 공화당 의원들이 "와이팅의 책에 크게 의존한다"며 그것을 "해방과 흑인 모집이라는 두 가지 측면에서 그가 하는 일을 정당화하기 위해" 사용한다고 밝혔다. 와이팅의 선언은 의회에 흑인들을 동등한 신병으로 포함하는 민병대 정책을 시행할 권한을 부여했다.

## 입법 역사

### 의회의 태도
제37차 의회는 흑인 자원병의 등록에도 그들의 지속적인 봉쇄에도 크게 기울지 않았다. 공화당이 상원과 하원 모두에서 다수(상원 54대 29, 하원 107대 63)였음에도 불구하고, 흑인 모집 문제는 "공화당 내에서도 흑인 병사 채용에 대해 매우 주저했기 때문에" 쉽게 해결되지 않았다.
아프리카계 미국인을 노동자로 활용하는 아이디어는 의회에서 일반적으로 받아들여졌다. 노예 생활 내내 그들은 가사 일을 능숙하게 해낼 수 있음을 입증했다. 민병대 위원회 위원장인 공화당 상원의원 프레스턴 킹은 토론에서 "아마도 아무도 그들의 요리에 반대하지 않을 것"이라고 언급했다. 결국, 부유한 남부연합군은 이미 노예들을 활용하여 식사를 준비하고, 참호를 만들고, 피난처를 짓고, 야영지에서 옷을 세탁하는 "개인 하인"으로 부리고 있었다. 켄터키주의 개릿 데이비스 상원의원은 흑인에게는 노동 집약적인 일만 허용된다는 점을 분명히 하며 7월 5일에 의회에 이렇게 말했다. "나는 어떤 연방 지지자도 흑인들을 운하를 파는 데 사용하는 것에 대해 반대하는 것을 들어본 적이 없다." 그는 단순히 다른 사람들과 함께 흑인 병사들을 통합하지 않고 전쟁을 "백인의 싸움"으로 유지하기를 원했다.
따라서 흑인 전투원 지지자였던 제37차 의회 의원들은 전쟁의 가장 중요한 발전 중 하나를 제안하고 있었다. 1862년 제2차 회기 동안 흑인 병사를 사용하는 것의 이점을 동료들에게 설득할 수 있다면, 흑인들은 1792년 이후 처음으로 전투 및 노동 직책에 참여하게 될 것이었다. 더욱이, 그들은 모든 노예들에게 전장에서 존경과 평등을 받을 자격이 있음을 증명할 기회를 줄 것이었다. 그러한 이유로, 노예 폐지론자 프레더릭 더글러스는 1861년에 대통령과 의회에 "[노예들과 자유 흑인들을 복무에 불러모아] 해방군을 편성하여 남부로 행진하여 해방의 깃발을 들어올리라"고 강력히 촉구했다. 비록 7월 9일부터 16일까지 단 7일간 지속되었지만, 흑인 병사 참여 제안에 대한 논쟁과 그 결과는 흑인들을 자유를 얻는 데 훨씬 더 가까워지게 했다.
많은 아프리카계 미국인들의 지위를 바꿀 기회가 주어지자, 몇몇 의원들은 다음 민병대법이 전쟁의 목적을 바꿀 것이라고 우려했다. 링컨이 뉴욕 트리뷴의 편집장 호러스 그릴리에게 보낸 1862년 편지에서 "이 투쟁의 최우선 목표는 연방을 구하는 것이며, 노예 제도를 구하거나 파괴하는 것이 아니다"라고 주장한 것을 믿으며, 그들은 전쟁이 연방의 재건 이상의 것으로 발전하는 것을 원치 않았다. 뉴햄프셔의 공화당 하원 의원 존 P. 헤일은 7월 9일 의회 회의에서 이렇게 말했다. "이 전쟁은 노예 제도나 노예 문제와는 전혀 상관없이 수행되어야 합니다. 자유로운 사람들을 위한 자유로운 정부를 보존해야 합니다." 흑인 군인에 대한 의회의 초점에 좌절한 델라웨어의 민주당 상원 의원 윌러드 사울스베리 시니어도 비슷하게 생각했다. "그러나 우리가 내전에 참여하자마자... 전쟁의 성격을 바꾸고 비참한 깜둥이를 정치적 권리뿐만 아니라 육군과 해군에까지 넣으려는 시도가 매번 이루어지고 있습니다."
흑인들이 능숙한 군인이 될 수 없다고 여겼던 인종 차별은 의회에서 울려 퍼졌다. 흑인들의 가사 일 능력을 인정하면서도, "[상당수의 북부인들은 남부인들과 마찬가지로 흑인이 생물학적으로 열등한 존재이며 중요한 군사적 책임을 맡길 수 없다고 동의했다.]" 결과적으로, 흑인 전체는 게으르고 무관심하며 비겁하다는 비판을 받았다.
한 세대의 남성들은 아프리카계 사람들을 무시하고 흑인의 능력을 평가절하하는 노예 제도를 경외하며 자랐다. 역사학자 앨런 C. 겔조는 노예 제도가 "굴종, 유순함, 그리고 어리석음"을 조장하기 때문에(모두 군인이 가져서는 안 될 특성), 여러 장교들은 전직 노예들이 특히 전투에서 형편없는 군인이 될 것이라고 믿었다. 예를 들어, 매사추세츠 기병대의 찰스 프랜시스 애덤스 주니어 중령은 1862년 여름 형제에게 편지를 보내 "기껏해야 [흑인은] 고된 일을 할 수 있을 뿐"이라고 생각하는 자신의 견해를 공유했다. 왜냐하면 "그는 그 이상을 할 정신적 활력과 에너지가 없기" 때문이다. 그가 흑인의 능력을 믿지 않았던 반면, 다른 사람들은 백인 남성들이 인종 통합을 받아들일지에 대해 의심할 만한 충분한 이유를 가지고 있었다.
인종 차별과 군 장교들의 강한 반대를 관찰하면서, 의회는 흑인의 개입이 전쟁을 연장시킬 뿐이라고 우려하기 시작했다. 미주리주 민주당 상원의원 존 B. 헨더슨은 백인 병사들이 "깜둥이 옆에서 싸우고 싶어하지 않기 때문에.... 그들이 사용된다면 반란은 결코 끝나지 않을 것이다. 나는 그들이 당신을 전혀 돕지 않을 것이라고 믿는다."고 주장했다. 헨더슨은 전쟁에서 흑백 협력이 불가능하다는 견해를 표명했다. 동료 상원의원의 의견에 동의한 아이오와주 공화당 의원 제임스 W. 그라임스는 흑인들이 싸우는 것을 보고 싶었지만, 의회 토론에서 유감스럽게도 이렇게 말했다. "나는 그들 중에서 얻는 좋은 병사 한 명당, 편견 때문에 떠날 백인 한 명을 잃을 것이라고 믿는다." 링컨은 노예들이 자유롭게 되기를 원했지만, 1862년 늦겨울에도 똑같은 말을 했다. "흑인들에게 무기를 주면, 우리 편이었던 충성스러운 접경주에서 5만 개의 총검이 우리에게 등을 돌릴 것이다." 링컨은 더 친절한 말을 사용했지만, 인종 차별적 태도가 연방을 더욱 갈라놓을 수 있다는 것을 암시하고 있다.
한편, 흑인의 불충분함을 믿었던 사람들과 달리 흑인 참여를 지지하는 사람들의 압도적인 주장은 피부색에 관계없이 더 많은 병사들의 기여가 포토맥 군에 매우 유리하다는 것이었다. 1862년 봄, 포토맥 군은 "일련의 군사적 패배를 겪었고, 이는 북부의 사기에 큰 타격을 주었다." 연방군은 가장 필요할 때 자원병이 감소하는 것을 겪고 있었다.
동시에 아프리카계 미국인 민간인 난민의 수가 연방에 최적의 이점으로 활용되지 못하고 있었다. 1861년부터 보급선과 개인 서비스에서 난민들과 전 노예들을 다루면서 연방 사령관들은 난민과 전 노예의 잠재적인 부담이 어떻게 자산으로 전환될 수 있는지 알고 있었음에도 불구하고 대다수는 고용되지 않았다. 백인 자원병의 공급이 감소하는 것과 대조적으로 전 노예의 수가 급증하면서, 지지자들 사이에서는 "포토맥 군이 연방군에 투입할 수 있는 유일한 인력은 노예들이었다"는 광범위한 믿음이 있었다.
미국 역사상 불리한 역할에도 불구하고 흑인들은 이미 유능함을 입증했다. 미국 독립 전쟁과 미영 전쟁에서의 역할 외에도, 프레스턴 킹 상원의원은 의회에 남북 전쟁 초기부터 연방 해군에 참여했음을 상기시켰다. "그들은 해군에 종사하고 있으며, 항상 어느 정도 그러했습니다." 연방 육군과 달리 해군은 항상 흑인들을 병사 계급으로 받아들였으며, 1862년 여름까지 해군 노동자의 5분의 1이 유색인이었다. 부유한 남부 연합군 또한 흑인들을 활용하고 있었다. 존 셔먼 상원의원은 이를 반성하며 이렇게 훈계했다. "상원의원들은 그들이 병사로 적합하지 않다고 생각하는 것 같습니다. 남부에서는 반란군들이 그들과 나란히 싸웁니다. 남부에서는 흑인들이 야영지에서 노동을 합니다. 그들은 모든 힘든 일을 합니다. 우리가 왜 그들의 서비스를 이용하여 우리를 위해 같은 종류의 의무를 수행하지 말아야 합니까?"
남부연합으로부터 빼앗고 연방을 돕는 목적으로 적군 전선의 흑인을 병사로 만드는 것은 논리적인 움직임으로 보였다. 북부에서 발행된 잡지 하퍼스 위클리는 6월 20일 "흑인 부대"라는 제목의 기사를 게재하여 지지자들이 흑인 병사들을 사용하는 것에 대해 무한한 가능성을 보았음을 보여주었다. "실제로 이 출처에서 끌어올 수 있는 병력 공급에는 제한이 없다." 더욱이 노스캐롤라이나 대학교의 역사학 교수 존 데이비드 스미스 박사는 "전쟁이 길어지면서 링컨과 대부분의 백인 북부인들은 '아프리카계 미국인들이 귀중한 자원이 될 것'이라는 같은 결론에 서서히 도달했다"고 주장한다.
연방군의 더 많은 손실 가능성에 대해 특히 우려한 의원들은 아프리카계 미국인 병사 모집이 필요하다고 확신하게 되었다. 미네소타주 민주당 상원의원 헨리 모어 라이스는 7월 9일 "연방군의 손실을 끝내기 위한 어떤 조치에도 찬성할" 의향이 있다고 말했다. 법안과 흑인 개입이 전쟁의 필수 요소라고 경고하며 셔먼은 동의했다. "때가 왔습니다. 제 판단으로는 군 당국이 이 나라의 모든 물리적 힘을 사용하도록 강제해야 합니다." 의회 민병대 위원회 위원장이라는 지위 때문에 이 문제에 대한 가장 큰 권위자인 로버트 윌슨 상원의원은 7월 9일 자신의 귀중한 의견을 공유했다. "이 법안은 현재 자원병 시스템으로 필요한 병력을 얻지 못할 경우 민병대를 소집하는 것을 고려합니다... 따라서 저는 이 법안이 필요하다고 생각합니다." 하루 뒤인 7월 10일 콜라머 상원의원이 다시 묻자 윌슨은 자신의 입장을 반복했다. "필요합니다." 그렇게 말하자 흑인 병사 참여가 확정되었고 논쟁은 급여율, 의복, 자유를 논의하는 방향으로 진행되었다.
결국, 전투 노동력의 필요성이 의회의 입법을 촉발한 궁극적인 원인이었다. 남북 전쟁 역사학자 제임스 M. 맥퍼슨은 그의 저서 《자유의 외침》에서 "흑인들이 시민권을 얻도록 돕는 것이 다가오는 법안에서 그들을 등록시키려는 주요 동기는 아니었다"고 확인한다. 대신, 남북 전쟁에서 패배할지도 모른다는 두려움이 의회와 연방 시민들을 기꺼이 봉사하려는 의지를 활용하도록 설득했다.

### 논쟁
1862년 7월 5일부터 7월 16일까지 끊임없는 논쟁 끝에, 의회의 법안은 흑인 병사 지지자들의 바람을 반영했다. 9일까지 공화당의 그라임스는 민병대법을 다음과 같이 읽도록 제안했다. "미국 대통령은 [어떤 인종의 어떤 남성이든] 대대, 연대, 여단, 사단으로 조직할 완전한 권한과 권위를 가진다." 이 구절의 이러한 진술은 전쟁에서 흑인의 역할을 병사로 명확히 규정할 것이었다. 셔먼과 사울스베리의 큰 지지에 힘입어 킹은 다음과 같은 수정을 제안했다. 대통령은 "참호를 구축하거나, 야영지 근무 또는 다른 노동, 또는 그들이 유능하다고 판단되는 어떤 군사 또는 해군 복무를 위해" "아프리카계 사람들을" 복무에 받아들일 수 있다. 수용된 법안 개정안은 아프리카계 미국인의 역할을 명시하지 않았지만, 동시에 흑인들을 하찮은 노동으로 제한하거나 전장에서 벗어나도록 제한하지도 않았다.

#### 불평등한 급여
아프리카계 미국인 신병들의 급여는 의회에서 사소한 문제였으며, 7월 9일부터 7월 14일까지 단 세 번만 논의되었다. 따라서 와이팅은 의회가 이 법의 마지막 구절에 크게 투자하지 않았다고 생각한다. 셔먼은 흑인 신병들의 급여를 결정하려는 노력을 주도했는데, 그는 "보상은 보급관들에게 맡겨져서는 안 된다"고 생각했기 때문이다. 만약 "그것이 열려 있다면, 상당 부분 보급관들에게 맡겨질 것이고, 급여에 관한 다른 규칙들이 있을 것이며, 어려움이 발생할 수 있다"고 그는 말했다. 킹도 명시된 급여가 법안에 포함되어야 한다고 제안했다. 셔먼의 동의를 들은 후, "[개정안에 대한 수정안이 동의되었다.]"
급여를 결정하는 것은 다른 문제였다. 7월 14일까지 법안에는 다음과 같이 명시되어 있었지만, "아프리카계 혈통의 사람들이 고용될 것이며, 한 달에 10달러와 한 끼 식량을 받게 될 것"이라고 되어 있었지만, 킹은 설정된 비율을 더 줄일 것을 제안하고 있었다. 킹의 제안은 "아프리카계 미국인들은 식량, 의복, 그리고 보상을 받게 될 것"이라는 구절을 없애고 대신 "매월 급여 중 3달러는 의복으로 지급될 수 있다"는 내용을 포함하는 것이었다. 따라서 3달러가 월급에서 공제되어 흑인들의 급여는 7달러로 줄어들었으며, 백인 군인들이 받는 13달러에 비해 현저히 낮아졌다.
불평등한 급여의 정당화는 의회가 아프리카계 미국인들을 병사가 아닌 노동자로만 고용할 의도였다는 것이다. 하트윅 칼리지의 해리 브래드쇼 매튜스 교수는 민병대법이 흑인들이 노동자로만 사용될 것이라는 인상 아래 만들어졌다고 확신한다. 《급진주의자와 공화주의자》의 저자인 제임스 오크스는 노스캐롤라이나 대학교의 존 데이비드 스미스 교수와 함께 매튜스에게 동의한다. 그들의 주요 주장을 요약하며, 스미스는 "입안자들은 군대에 입대한 아프리카계 미국인들이 병사가 아닌 노동자로 복무할 것이라고 잘못 가정했다"고 주장한다. 역사학자 에릭 포너도 《불타는 시련》 214쪽에서 같은 주장을 한다.
실제로 제37대 의회는 제2회기 초반에 아프리카계 미국인의 고용을 노동자로만 집중했다. 그 당시에는 민주당 상원의원 데이비스처럼 "흑인 병사들이 지원 역할만 하기를 원했던" 일부 사람들이 있었고, 그들은 자신의 의견을 표명할 수 있었다. 사실, 의회 공보에 기록된 의회 기록을 읽지 않은 사람들은 이 법이 흑인계 미국인 노동자들의 사용만을 지지하는 타협안처럼 보이며, 전투 부대보다 적은 급여를 받는 지원 부대의 급여와 일관되게 7달러의 급여가 책정된 것처럼 보인다고 주장할 수 있다.
그러나 법안의 입안자들은 흑인들이 노동자로만 도울 것이라고 가정하지 않았다. 의회 공보에 대한 연구는 그 주장이 전적으로 사실임을 입증한다. 정치 문서를 샅샅이 뒤진 후 와이팅 법무관은 다음과 같이 확인했다. "상원과 하원 의원들이 한 발언, 특히 위에 인용된 법안을 도입하고 제안한 사람들의 발언을 검토하면 유색인 병사들이 우리 군 복무에 도입되는 결과를 낳은 논쟁이 얼마나 치열했는지 알 수 있을 것이다." 따라서 메릴랜드 대학교의 아이라 베를린은 의회가 아프리카계 미국인들이 군인으로 싸우는 것을 볼 준비가 되어 있었다고 올바르게 주장한다.
마침내 7월 17일에 완성되어 발효된 1862년 민병대법은 흑인 군인의 합법성을 확립했다. 1792년 민병대법을 무효화하는 목적을 달성하며, 이 법은 "연방의 법률을 집행하고, 반란을 진압하고, 반란군의 침략을 격퇴하기 위해 민병대를 소집하는 법을 개정하는 법"이었으며, "주 군대의 재편성 제안"이었다. 제12조에 따라 대통령은 이제 "참호를 구축하거나, 야영지 근무 또는 다른 노동, 또는 그들이 유능하다고 판단되는 어떤 군사 또는 해군 복무를 위해" "흑인들을 미국의 복무로 받아들일" 수 있게 되었으며, 여기에는 병사 의무도 포함되었다.
게다가 전쟁에 고용된 모든 아프리카계 미국인은 자신과 가족의 자유를 얻게 되었다. 제13조는 "아프리카계 혈통의 남자나 소년"이 "본 법에서 규정된 바와 같이 복무를 제공하면, 그와 그의 어머니, 그리고 그의 아내와 자녀는 이후 영원히 자유로워질 것"이라고 명시했다.

## 제2차 몰수법과 해방
민병대법과 함께 7월 17일에 발효된 1862년 몰수법은 반란군에게 속한 모든 노예를 자유롭게 선언했다. 노예를 몰수할 권한을 부여받은 의회는 다음과 같이 선포했다. "이후 미합중국에 대한 반역죄를 범하고 유죄로 판결된 모든 자는 사형에 처해지며, 그에게 노예가 있다면 모두 자유롭게 선언되고 자유롭게 된다." 1861년 몰수법에 이어 제2차 몰수법은 반란에 가담한 모든 자가 노예에 대한 소유권을 박탈당하고 전 노예를 자유롭게 했다. 두 법은 다른 방식으로 흑인 노동력을 활용했다.
계약직 흑인 노동자들의 남북 전쟁 투입을 도입한 1862년 민병대법은 연방을 보존하기 위한 전쟁이 새로운 질서를 창조하기 위한 재건으로 전환되는 것을 상징했다. 실제로 "흑인 병사의 참여는 아마도 남북 전쟁의 가장 혁명적인 특징이었을 것"이다. 남북 전쟁 중 처음으로 연방 의원들은 의회에서 아프리카계 미국인의 지원 가치를 공개적으로 인정했다. 의회는 마침내 "미국이 반란을 진압하는 데 있어 이익, 공감, 그리고 온 마음이 충성스러운 미국 국민과 함께하는 인종의 노동력을 고용해야 하는가"라는 질문을 해결했다.
법안이 발행된 시점에 연방의 일반 대중은 법의 필요성을 받아들였다. 맥퍼슨의 연구에 따르면 "[북부의 여론이 사건의 압력에 의해 점진적으로 변화함에 따라]" 의원들은 흑인 병사 사용 움직임을 더욱 명확히 지지하게 되었다. 예일 대학교 역사학 교수 데이비드 W. 블라이트 역시 "1862년 여름 내내 사건들은 북부의 여론을 흑인 부대 사용에 더 호의적으로 만들었다"고 믿는다. 링컨은 그에게 부여된 권한을 "필요하다고 생각하는 만큼 많은 아프리카계 미국인을 고용할" 준비가 되었다고 선언했다. 그는 의회 메시지에서 "나는 주저하지 않으며, 지금 당장 말할 준비가 되어 있다. 우리 군 지휘관들이 아프리카계 미국인들을 유리하게 활용할 수 있는 한 많이 노동자로 고용하는 것이 적절하다고 생각한다"고 선언했다.
그러나 포토맥 군에 새로 환영받았음에도 불구하고, 흑인들은 여전히 전국에 만연한 차별과 씨름해야 했다. 민병대법에서 불평등한 급여가 설정되면서 아프리카계 미국인들이 동등한 권리를 얻을 기회와 줄어든 급여라는 모욕적인 제안 사이에 모순이 형성되었다. 따라서 이 법의 외형은 많은 역사가들을 속여 왔고 문서가 잘 이해되지 못하게 만들었다.
1862년 민병대법은 전시에 관련된 법적 문제에 주목한다. 아마도 허먼 벨츠 교수의 저서 《에이브러햄 링컨, 헌정주의, 그리고 남북 전쟁 시대의 평등권》이 "법률, 정치, 전시 상황의 추가적인 긴급성"에 초점을 맞춤으로써 "역사적 관점"을 가장 잘 명확히 할 것이다. 민병대법은 입법부의 산물로, 군대에 흑인 병사를 모집할 수 있도록 하기 위한 전쟁의 필요성에 의해 만들어졌다. 그러나 의회가 흑인의 도움이 없었다면 북부가 전쟁을 그렇게 빨리 이길 수 없었을 것이라고 — 혹은 전혀 이기지 못했을 것이라고 — 가정한 것이 옳았는지 여부는 여전히 논의 중이다.

## 개방적인 성직자 제도
제8조는 성직자가 "어떤 기독교 교단"에 속해야 한다는 요건을 "어떤 종교 교단"으로 변경하여 성직자가 기독교인이어야 한다는 요건을 없앴다. 이는 특히 유대인들에게 도움이 되었으며, 1862년 9월 18일 로드프 샬롬 회중 (필라델피아)의 야콥 프랑켈 목사가 최초의 유대인 성직자로 임명되는 결과를 가져왔다.

## 조항
제CC조. —1795년 2월 28일 승인된, 연방 법률을 집행하고, 반란을 진압하며, 침략을 격퇴하기 위해 민병대를 소집하는 법과 그 개정 법률, 그리고 기타 목적을 위한 법을 개정하는 법.
....
제12조. 또한 다음과 같이 제정된다. 대통령은 참호를 구축하거나, 야영지 근무 또는 다른 노동, 또는 그들이 유능하다고 판단되는 어떤 군사 또는 해군 복무를 위해 아프리카계 사람들을 미합중국 복무로 받아들일 권한이 있으며, 그러한 사람들은 헌법과 법률에 위배되지 않는 범위 내에서 대통령이 규정할 수 있는 규정에 따라 등록 및 조직되어야 한다.
제13조. 또한 다음과 같이 제정된다. 현 반란 기간 동안 미합중국에 대항하여 전쟁을 일으키거나 무기를 들었거나, 그 적들에게 원조와 편의를 제공함으로써 그 적들을 지지한 사람에게 어떤 주의 법률에 따라 복무 또는 노동을 빚지고 있는 아프리카계 혈통의 남자나 소년이 본 법에서 규정된 바와 같이 그러한 복무를 제공하면, 그와 그의 어머니, 그리고 그의 아내와 자녀는 이후 영원히 자유로워지며, 어떠한 법률, 관습 또는 풍습도 이에 반할 수 없다. 단, 그러한 아프리카계 혈통의 남자나 소년의 어머니, 아내 및 자녀는 현 반란 기간 동안 미합중국에 대항하여 무기를 들었거나 그 적들에게 원조와 편의를 제공함으로써 그 적들을 지지한 어떤 사람에게 복무 또는 노동을 빚지고 있는 경우를 제외하고는 본 법의 시행으로 자유롭게 되지 않는다.
제14조. 또한 다음과 같이 제정된다. 본 법을 시행하는 데 발생한 비용은 육군 및 자원병을 위한 일반 예산에서 지급된다.
제15조. 또한 다음과 같이 제정된다. 본 법에 따라 미합중국 복무에 등록되었거나 앞으로 등록될 모든 사람은 각자의 등급에 따라 현재 법률로 병사에게 허용되는 급여와 식량을 받는다. 단, 본 법에 따라 고용될 아프리카계 사람들은 월 10달러와 한 끼 식량을 받으며, 이 월급 중 3달러는 의복으로 지급될 수 있다.
승인, 1862년 7월 17일

## 같이 보기
- 1792년 민병대법
- 1795년 민병대법
- 1903년 민병대법
- 미국군에서 아프리카계 미국인에 대한 인종차별

## 내용주
1. ↑  Foner, Fiery Trial, p. 214
2. ↑  Smith, p. 3
3. 1 2 3  Hamilton, p. 1
4. 1 2  Moore, p. 160
5. 1 2 3 4  The Militia Act of 1862. U.S. Statutes at Large, Treaties, and Proclamations of the United States of America, vol. 12: Boston, 1863. pp 597–600.
6. ↑  "The Constitution of the United States", Article 1, Section 8, Clause 5
7. 1 2 3 4 5 6  A Century of Lawmaking, p. 3198
8. ↑  A Century of Lawmaking, p. 3332
9. ↑  Oakes, p. 129
10. ↑  Foner, p. 3
11. 1 2 3  Whiting, War Powers, p. 134
12. 1 2 3 4 5  Guelzo, "Class"
13. 1 2  Robertson, p. 31
14. 1 2  A Century of Lawmaking, p. 3228
15. 1 2  Robertson, p. 30
16. ↑  A Century of Lawmaking, p. 3204
17. 1 2  Oakes, "Class"
18. ↑  Blight, p. 149
19. ↑  Grant, p. 277
20. ↑  Lincoln, Abraham. "Letter to Horace Greeley." Letter to Horace Greeley. 22 Aug. 1862. Web. 8 Jan. 2011.
21. ↑  A Century of Lawmaking, p. 32--
22. 1 2  "Negro Troops." Harper's Weekly 20 June 1863: 386. Print.
23. ↑  Smith, p. 5
24. ↑  A Century of Lawmaking, p. 3134
25. ↑  Lincoln, Abraham, and G. S. Boritt. Of the People, by the People, for the People and Other Quotations from Abraham Lincoln. p. 414 New York: Columbia UP, 1996. GoogleBooks. Web. 17 Oct. 2010.
26. 1 2  McPherson, p. 56
27. ↑  Berlin, p. 4
28. 1 2 3  Matthews, "Phone"
29. 1 2 3 4  A Century of Lawmaking, p. 3227
30. ↑  Tomblin, p. 189
31. ↑  Smith, p. 63
32. 1 2 3 4  A Century of Lawmaking, p. 3303
33. ↑  McPherson, James M. (2003). 《Battle Cry of Freedom: The Civil War Era》. New York: Oxford University Press. 564쪽. ISBN 9780195168952.
34. 1 2 3  A Century of Lawmaking, p. 3321
35. ↑  Whiting, War Powers, p. 660
36. 1 2  Smith, p. 49
37. 1 2  Whiting, War Powers p. 493
38. 1 2  Berlin, p. 10
39. 1 2  The Second Confiscation Act. 37th Cong. (1862) (enacted). Print.
40. ↑  Blight, p. 148
41. ↑  Blight, p. 152
42. ↑  Lincoln, Abraham. "Message." Speeches and Writings: Speeches, Letters, and Miscellaneous Writings. New York: Library of America, 1989. Print.
43. ↑  Belz, p. 137